# Cardassienii (Star Trek: Deep Space Nine)
„Cardassienii” este cel de-al 25-lea episod din serialul american de televiziune științifico-fantastic Star Trek: Deep Space Nine. Este al cincilea episod al celui de-al doilea sezon.
Plasat în secolul al XXIV-lea, serialul urmărește aventurile de pe Deep Space Nine, o stație spațială situată în apropierea unei găuri de vierme stabile între cadranele Alfa și Gamma ale galaxiei Calea Lactee, în apropierea planetei Bajor. În acest episod, fostul spion cardassian Garak și dr. Julian Bashir investighează identitatea unui băiat cardassian crescut de părinți bajorani.

## Prezentare
Când Garak vede un băiat cardassian pe Deep Space Nine, decide să se prezinte, dar băiatul, Rugal, îl mușcă de mână. Băiatul a fost crescut de părinți bajorani și a fost învățat să urască și să se teamă de cardassieni. Părinții săi adoptivi susțin că nu-l mai consideră cardassian, dar acuzațiile de abuz duc la o anchetă asupra familiei. Gul Dukat, ofițerul cardassian care a fost prefectul Bajorului în timpul ocupației, îi spune comandantului DS9, Benjamin Sisko, că încearcă să aducă înapoi cardassieni orfani de pe Bajor și că descoperirea lui Rugal îi va întări cazul. Miles și Keiko O'Brien sunt de acord să aibă grijă de Rugal în timpul investigației, iar Rugal îl ajută pe Miles să-și depășească prejudecățile față de cardassieni.
Garak, bănuind (sau poate știind) că această serie de evenimente este mai mult decât pare, îl convinge pe Bashir să ceară permisiunea lui Sisko de a le permite să călătorească pe Bajor pentru a cerceta problema. Cererea este aprobată după ce Dukat îl informează pe Sisko că Rugal este fiul unui politician civil cardassian proeminent, Kotan Pa'Dar. Garak și Bashir investighează înregistrările de la un orfelinat care a primit orfani cardassieni când ocupația s-a încheiat. Garak sugerează că situația este legată de un conflict între interesele militare și civile de pe Cardassia: Pa'Dar este un rival politic al lui Dukat, care l-a costat poziția de prefect pe Dukat, ordonând retragerea cardassiană de pe Bajor.
Înapoi pe stație, Pa'Dar sosește pentru a-l saluta pe Rugal, dar băiatul nu-și amintește de el și îl numește pe Pa'Dar „măcelar cardassian”. Indiferent față de acest lucru, Pa'Dar își vrea fiul înapoi, dar tatăl adoptiv al lui Rugal refuză să renunțe la el.
Se înființează un tribunal oficial, condus de Sisko, care este văzut ca un arbitru neutru. Dukat asistă la audierea care urmează. Între timp, pe Bajor, Garak și Bashir dau de urma femeii care l-a luat pe Rugal la orfelinat, care își amintește că o femeie cardassiană detașată la Terok Nor (numele cardassian al DS9) i l-a adus pe Rugal.
Bashir întrerupe audierea, susținând că descoperirea lui Rugal a făcut parte dintr-o conspirație plănuită de Dukat de la bun început: că Dukat i-a ordonat unuia dintre subordonații săi să-l lase pe Rugal în urmă, știind că băiatul va fi găsit într-o zi și că, drept urmare, Pa'Dar va fi umilit. Complotul fiind demascat, Dukat iese în fugă din cameră; Sisko îi acordă custodia băiatului lui Pa'Dar, care îl asigură pe Sisko că Dukat nu va dezvălui niciodată ce s-a întâmplat acum că și el a fost umilit. Mai târziu, Bashir și Garak iau masa de prânz, iar Bashir îi cere lui Garak adevărul despre istoria sa cu Dukat. Garak zâmbește și îi spune să observe detaliile, pe care le compară cu firimiturile împrăștiate pe masă.